# Caroline Voaden
Caroline Jane Voaden (née le 22 novembre 1968) est une femme politique britannique et journaliste internationale, qui est députée du sud du Devon depuis 2024 pour les libéraux démocrates, après avoir été chef du parti au Parlement européen de 2019 à 2020, et membre du Parlement européen (MPE) pour la circonscription du sud-ouest de l'Angleterre et de Gibraltar de 2019 à 2020.
Voaden a couvert six pays européens en sa qualité de journaliste. Alors qu'elle couvre les dernières années des guerres yougoslaves à Zagreb, elle est chef de bureau de Reuters.

## Vie privée
Caroline Voaden est née à Wantage dans le Berkshire (aujourd'hui Oxfordshire), le 22 novembre 1968, et grandit en Écosse. Elle étudie le français et l'économie à Sheffield, avec une année à l'étranger à Lille,. En 2012, après être devenue veuve à l'âge de 34 ans, Voaden s'installe dans le Devon avec ses deux jeunes filles. Elle s'est remariée et a un beau-fils.

## Carrière professionnelle
De 1991 à 2000, Voaden travaille pour l'agence de presse Reuters, effectuant des missions à Amsterdam, Dublin, Bonn, Belgrade et Zagreb.
En 2007, elle s'installe dans le Devon, où elle fonde sa propre marque d'artisanat moderne en 2012. En 2018, elle devient responsable des opérations dans une organisation caritative de réinsertion travaillant avec les délinquants et les prisonniers de la prison de Channings Wood.
Voaden est présidente de la Fondation nationale WAY de 2009 à 2011, un organisme de bienfaisance qui soutient les hommes et les femmes veufs de moins de 50 ans.
De 2000 à 2007, elle fait partie de l'équipe qui crée JustGiving, en tant qu'éditrice en ligne de la plateforme sociale caritative. Elle est directrice générale du Devon Rape Crisis & Sexual Abuse Services.

## Carrière politique
Voaden rejoint les libéraux-démocrates au lendemain du référendum sur le Brexit en 2016, cherchant à s'opposer au Brexit et à faire campagne pour un deuxième référendum sur l'adhésion à l'UE.
En 2019, Voaden est élue députée européen dans la circonscription du sud-ouest de l'Angleterre, après avoir fait campagne sur un programme visant à arrêter le Brexit et à lutter contre le changement climatique.
En novembre 2019, Catherine Bearder annonce qu'elle quitterait son poste de leader des libéraux-démocrates au Parlement européen. Voaden est ensuite élue chef du parti européen,.
Elle est membre du groupe Renew Europe au Parlement européen. Elle perd son mandat après le Brexit.
Elle se présente contre Gary Streeter en tant que candidate libérale-démocrate pour la circonscription South West Devon aux élections générales de 2017, arrivant troisième avec 5,2 % des voix.
En 2024, elle remporte la « Primaire du Sud du Devon » pour être la candidate libérale-démocrate dans la circonscription du Sud du Devon. Aux élections générales de 2024, elle est élue députée du sud du Devon avec 22 540 voix (46,0 %) et une majorité de 7 127 voix sur le candidat conservateur en deuxième place.